# Myślakowice-Kolonia
Myślakowice-Kolonia – wieś w Polsce, położona w województwie mazowieckim, w powiecie przysuskim, w gminie Odrzywół.
Wieś ma status sołectwa.
| SIMC    | Nazwa   | Rodzaj    |
| ------- | ------- | --------- |
| 0630103 | Choinki | część wsi |

W latach 1975–1998 wieś administracyjnie należała do województwa radomskiego.
Wierni Kościoła rzymskokatolickiego należą do parafii św. Marii Magdaleny w Łęgonicach Małych.